# أحمد يوسف الخوانساري
الحاج سيد أحمد الخوانساري (1891–1950/51)، هو ابن السيد يوسف الخوانساري، وأحد الفقهاء البارزين.
وُلِد في أسرة متدينة بمدينة خوانسار في 24 آب 1891 (18 محرم 1309 هـ). درس الرياضيات والعلوم الأساسية والمحاضرات الدينية في خوانسار. ولمواصلة دراسته ذهب إلى أصفهان. وكان أساتذته أخوه الأكبر "آية الله السيد حسن الخوانساري"، والسيد محمد صادق الأصفهاني، والملا عبد الكريم غازي، والميرزا محمد علي تويسركاني. كان خبيرًا في الطب والفيزياء والجبر والهندسة وعلم الفلك والفلسفة والقانون والميتافيزيقيا والعلوم. بعد تأسيس الحوزة العلمية في قم على يد آية الله الحائري، وبناءً على دعوته، غادر الحاج السيد أحمد الخوانساري أصفهان إلى قم للتدريس في الحوزة العلمية هناك. أثناء وجوده هناك، كان يعتبر مدرسًا رفيع المستوى. وفي حوزة قم قام بتدريس علم الكلام والفلسفة والرياضيات. ولم تسنح الفرصة لتعلم العلوم الصريحة المذكورة إلا لبعض طلابه، مثل آية الله حسين علي منتظري، وكان أغلب طلابه يدرسون الفقه في محاضراته العامة. في عام 1370 هـ (13 تشرين الأول 1950 – 1 تشرين الأول 1951م) عندما توفي الحاج يحيى السجادي ذهب إلى طهران بناء على طلب آية الله البروجردي. وفي طهران أقام في مسجد السيد عزيز الله.
له كتاب بعنوان "جامع المدارك في شرح مختصر نافع" في 14 مجلدًا باللغة العربية. الجانب الأبرز في هذا الكتاب هو ارتباطه بالمظهر الجديد للشيعة في لعب الشطرنج. عندما أصدر آية الله الخميني فتوى بشأن حرية لعب الشطرنج، كان هناك غضب من الأفكار المتناقضة بين فقهاء الشيعة، استنادًا إلى تاريخ أكثر من ألف عام من تحريم الشطرنج. وقد أرجع آية الله الخميني في فتواه إلى كتاب جامع المدارك، وقد اعتبرت لعبة الشطرنج حلالًا بعد أكثر من ألف عام بين المسلمين الشيعة. هناك كتب أخرى يزعم أنها من تأليف آية الله الحاج سيد أحمد الخوانساري، إلا أنها نشرت بعد وفاته ضد رغبته. ولذلك يعتقد البعض أن هذه الكتب تم تعديلها عن نسخها الأصلية.
دخل في أحداث سنة 1342 مع غيره من الفقهاء. وقد أصيب برصاص الشرطة ورجال الأمن خلال تظاهرة في سوق طهران. بعد وفاة آية الله البروجردي، اتجه العديد من المسلمين في إيران ودول أخرى إلى الرجوع إليه واختاروه زعيماً دينياً لهم. وكانت شهرته العلمية ظاهرة للجميع، وكان فقهاء النجف يحترمونه.

## أعمال مختارة
- شرح عن أورفاتولفوسغا
- شرح مناسك الحج
- رسالة في اللغة الفارسية والعربية
- رسالة في مناسك الحج